# Varan Bhai Gurdas

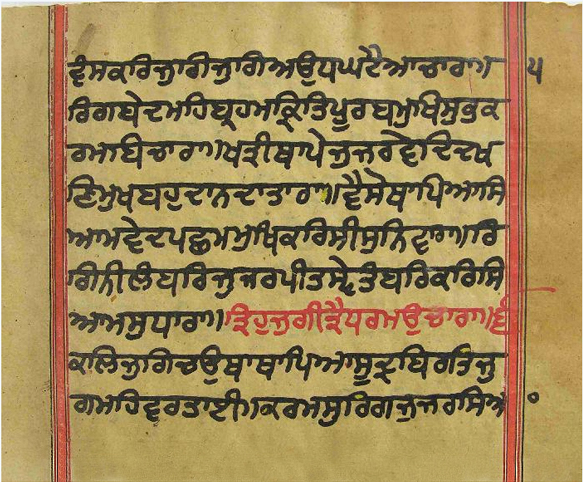
Varan Gyan Ratnavali, ou Bhai Gurdas Ji Varan, est une source historique des pratiques et des croyances sikhes écrite par Bhai Gurdas (1551 - 1636). Il s'agit probablement d'une reproduction datant d'entre 1721 et 1890.

Varan Bhai Gurdas est le nom donné à quarante vars ou chapitres écrits de la main de Bhai Gurdas, un des érudits du sikhisme du temps des Gurus fondateurs. Vivant au XVIIe siècle, Bhai Gurdas définit dans ses textes les notions de base du sikhisme dans un langage simple. Le tout fait 913 strophes soit plus de 6000 lignes. Bhai Gurdas évoque aussi le combat entre les forces du bien et du mal en image des humains qui suivent Dieu, Waheguru ou qui sont athées. Pour l'histoire et la théologie du sikhisme ces écrits sont importants.